# Старая Чаршия

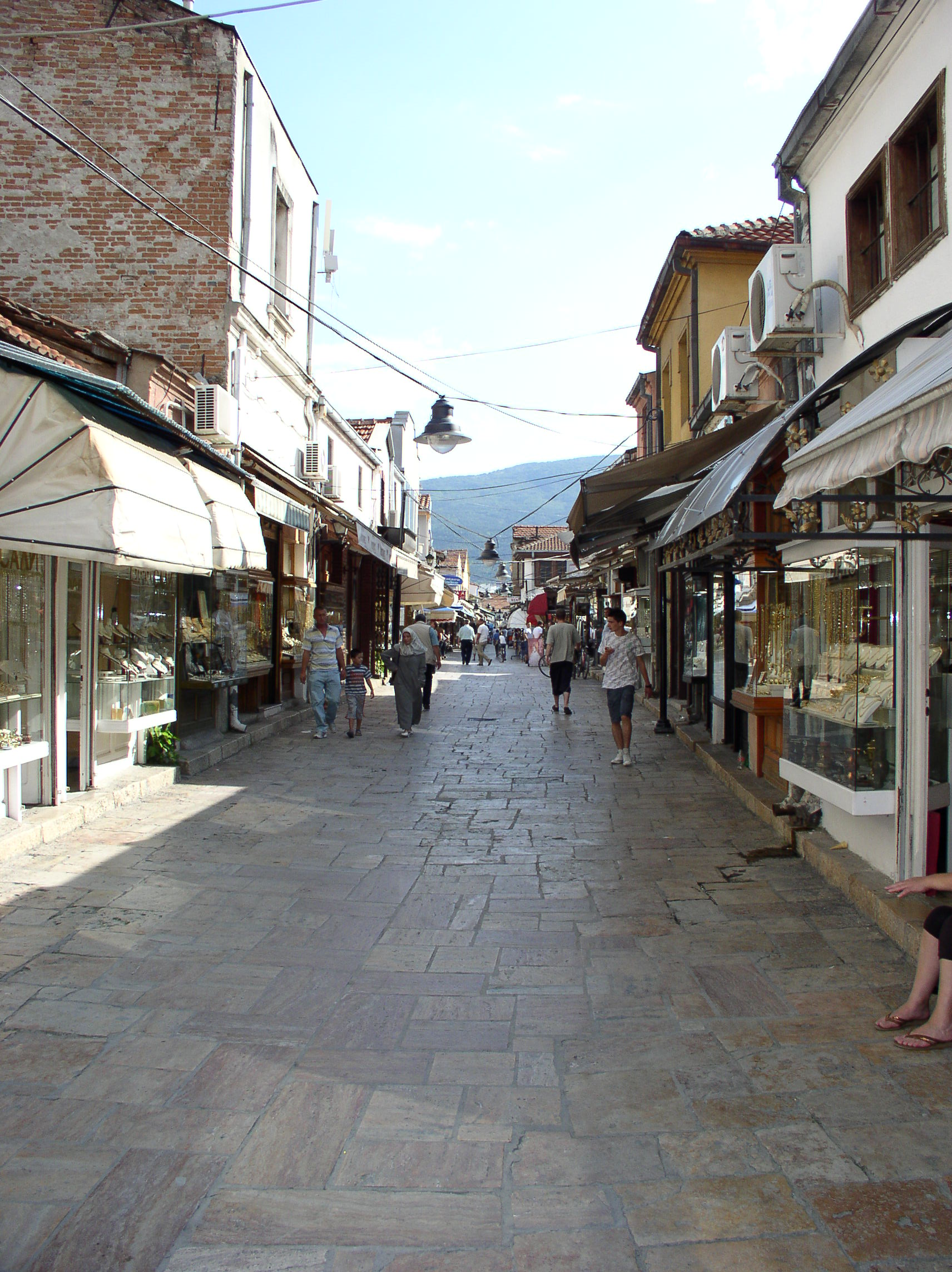
Типичная улица Старой Чаршии

Старая Чаршия (макед. Стара Чаршија от тур. Çarşı — базар, алб. Çarshia e Vjetër) — крупнейший базар на Балканах за пределами Стамбула, расположен в Скопье на восточном берегу реки Вардар под крепостью Кале. С 12 века являлся торговым центром города.
Старая Чаршия достигла своего расцвета в османскую эпоху, когда в её пределах было более 30 мечетей, несколько храмов и каравансараев, различные торговые лавки и сооружения. 
Сейчас Старая Чаршия носит статус национального культурного заповедника.

## Галерея

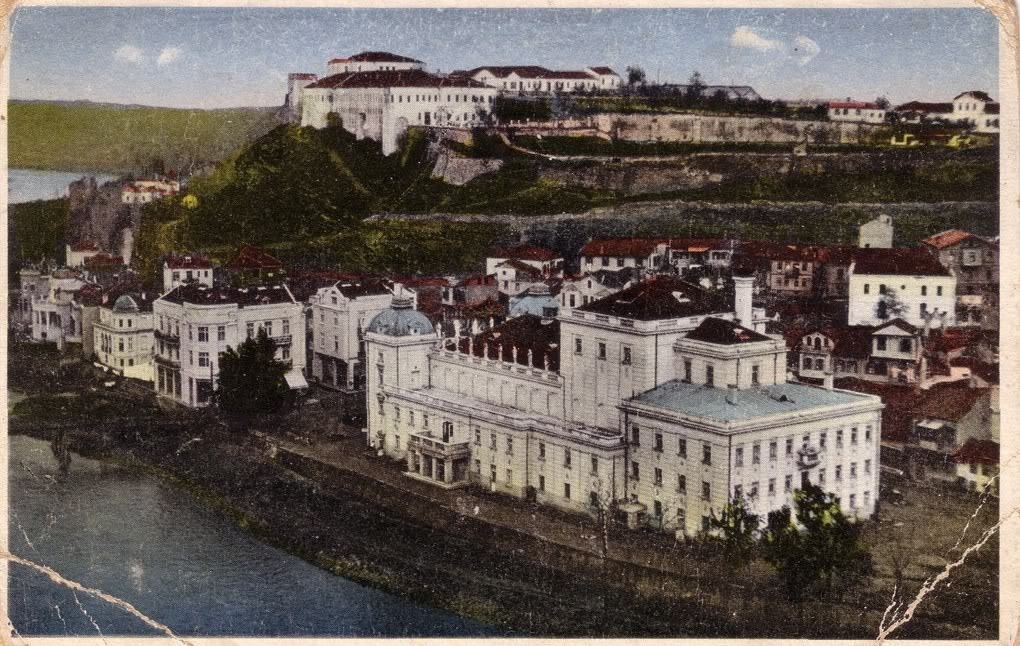
Старый город в 1920-е
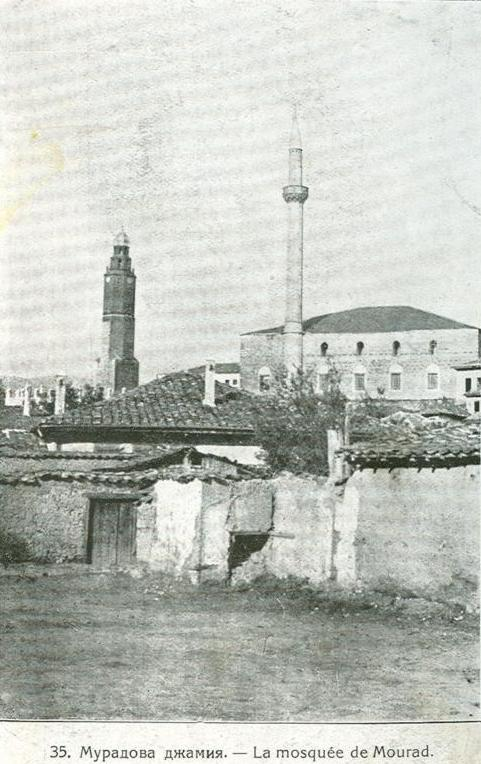
Мечеть Султана Мурада
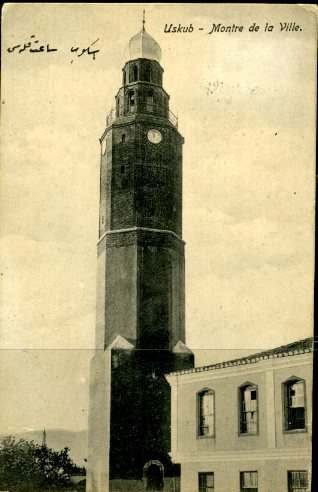
Часовая башня
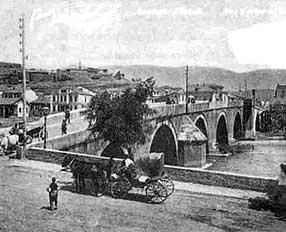
Каменный мост в 1909 году
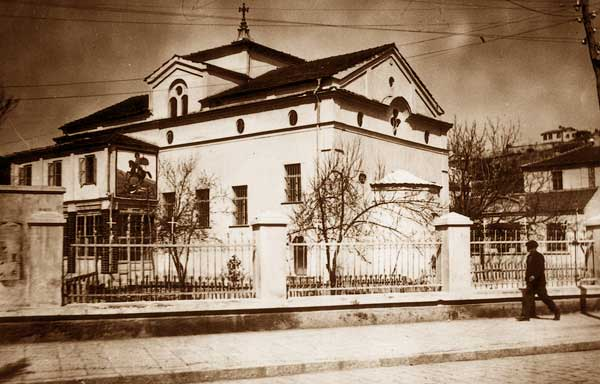
Церковь Св. Димитрия в 1935 году
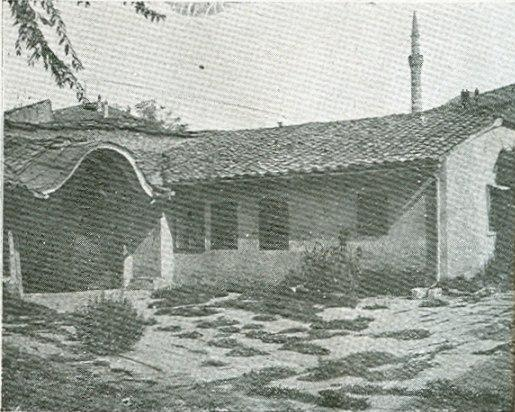
Спасский храм в 1920-е
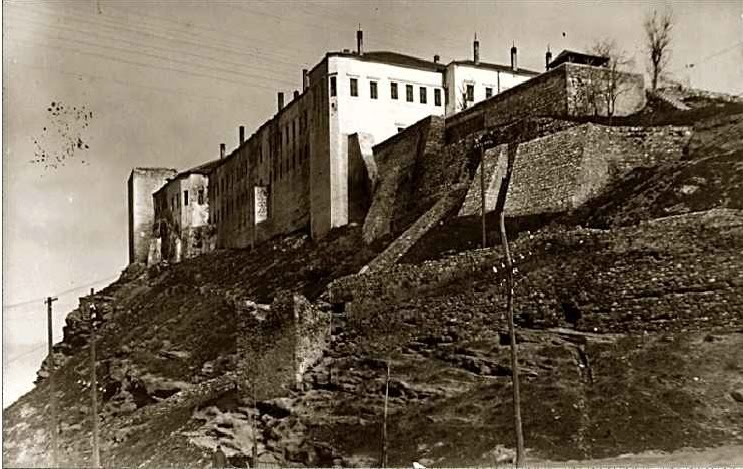
Кале в 1920-е
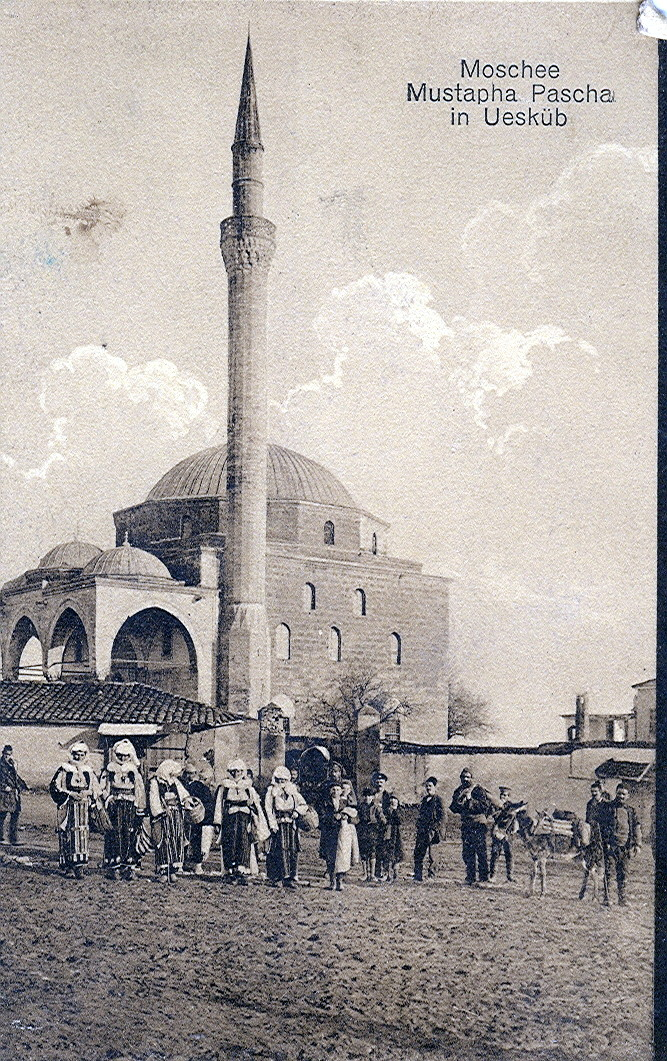
Мечеть Мустафы-паши